# Mauke (Pferd)
Mauke (Dermatitis erythematosa, Dermatitis madidans, Dermatitis crustosa, Dermatitis squamosa, Dermatitis verrucosa) ist eine bakterielle Hautentzündung in der Fesselbeuge des Pferdes. Die Erkrankung tritt vor allem an den Hintergliedmaßen bei Pferden mit langem Behang auf. Die akut beginnende Hautentzündung neigt dazu, schnell chronisch zu werden. Sie kann sich bis zum Vorderfußwurzel- bzw. Sprunggelenk ausbreiten. Aufgrund der abstehenden Haare wird die Erkrankung in der älteren Literatur auch als „Straubfuß“ bezeichnet.

## Ursachen, Pathogenese und klinisches Bild
Bei Pferden spielte insbesondere die Verfütterung von Schlempe eine ursächliche Rolle. Auch der Befall mit Milben der Gattung Chorioptes (Fußräude) ist ein möglicher Auslöser. Die Krankheit tritt am häufigsten in den Wintermonaten auf. Sie beginnt als juckende Hautrötung (Dermatitis erythematosa). Durch mechanische Schädigungen wie Reiben und Stampfen sowie durch äußere schädigende Faktoren wie Nässe, Tausalz und Urin geht die Rötung schnell in ein stark nässendes Ekzem (Dermatitis madidans) mit der Bildung von Krusten (Dermatitis crustosa) über. Schließlich kommt es bei Ablösung der Krusten zu einer Wucherung des freiliegenden Papillarkörpers (Dermatitis verrucosa, „Warzenmauke“, „Igelfuß“). Diese hochroten Wucherungen neigen zu Blutungen und in den Furchen bildet sich ein stinkendes Exsudat. Kommt es zu ausgedehnten Nekrosen, spricht man von einer „Brandmauke“. Die Erkrankung kann durch bakterielle Sekundärinfektionen verstärkt werden, wobei Anaerobier wie Bacteroides melaninogenicus und Fusiformis nodosus eine größere Rolle spielen.

## Behandlung
Die Behandlung zielt hauptsächlich auf die Verbesserung der hygienischen Situation des erkrankten Hautbereiches ab (saubere Aufstallung, schonende Säuberung mit mild desinfizierenden Lösungen, um die Kruste aufzuweichen). Durch häufige und sorgfältige Reinigung der gefährdeten Bereiche kann eine effektive Prophylaxe betrieben werden. Hilfreich sind zudem z. B. Sauerkrautumschläge, die über Nacht am Bein des Pferdes (in der Fesselbeuge) bleiben, über einen Zeitraum von etwa drei bis vier Tagen. Salben auf der Basis von Zink, Salicylsäure und Prednisolon sind im Anfangsstadium (D. erythematosa, D. madidans) ausreichend. Bei Befall mit Milben ist zusätzlich eine lokale Waschbehandlung mit Akariziden angezeigt.